# Teatro Metropolitan (Buenos Aires)
El Teatro Metropolitan es uno de los clásicos teatros de la Avenida Corrientes, en la ciudad de Buenos Aires, Argentina. 
Fue proyectado por los ingenieros civiles Germán y J. B. Joselevich, E. Ramírez y Rafael Abril en el estilo art decó característicos de su época, y se inauguró hacia 1937, ocupando un terreno que estaba desocupado gracias al reciente ensanche de la calle Corrientes. De su fachada se destaca su alta torre escalonada, que le da una silueta distintiva a la distancia.
Originalmente se llamó Cine-Teatro Metropolitan, de acuerdo a esa modalidad que se dio en el período en que el cine comenzó a desplazar al teatro dentro del mercado del entretenimiento. Tenía, como todos en esa época, una única sala dividida en dos niveles: una platea y una bandeja superior o tertulia, que sumaban 2.000 butacas. Se accedía a ambos desde un gran vestíbulo revestido en mármol botticino.
Más tarde sería dividido, como ocurrió con la mayoría de los cines y teatros de Buenos Aires para enfrentar la decadencia del circuito ante la difusión de la televisión, y posteriormente del videocassete. Desde 1955 es vecino de la tradicional pizzería "Los Inmortales". En la actualidad tiene dos salas: Sala 1 (860 butacas) y Sala 2 (598 butacas). Las salas son utilizadas en los diferentes momentos del día: eventos artísticos y corporativos, obras infantiles, obras para adultos en horario central, generalmente comedias, comedias dramáticas y comedias musicales, y trasnoches dirigidas hacia jóvenes y adultos con contenidos vinculados al stand-up y a la comedia. 
En 2013, el banco Citi comenzó a patrocinar el teatro, con lo cual se impuso el nombre Metropolitan Citi. En enero de ese año se restauró la fachada del edificio, y durante los siguientes dos meses se instaló un sistema de iluminación externa, se colocaron nuevas puertas de acceso y marquesinas, se remodelaron todos los halls y se renovaron las butacas y los camarines, además de los baños. En abril, el teatro reabrió al público.
En abril de 2017, con la salida de la banca minorista del Banco Citi del país el teatro vuelve a la denominación TEATRO METROPOLITAN. A partir de mayo de 2017 pasa a llamarse METROPOLITAN SURA y en su relanzamiento inaugura las marquesinas led de alta definición.Desde 2023 el teatro volvió a su denominación original TEATRO METROPOLITAN.